# Niche sociale
Pour les articles homonymes, voir Niche.
Ne doit pas être confondu avec Niche fiscale.
En France, les niches sociales sont des « exonérations, réductions et abattements d'assiette ou de taux applicables à des prélèvements finançant la sécurité sociale ».

## Objectifs
Les niches sociales ont pour but de favoriser une activité, un territoire ou encourager la création d'emplois.

## Évaluation
En 2013, il existe près de 200 niches sociales répertoriées dans l'annexe 5 de la loi de financement de la sécurité sociale. Dans l'ensemble, elles représentent un manque à gagner de quelque 52 milliards d'euros pour la sécurité sociale, soit 12 % de ses ressources ou 2,6 points de PIB.
En 2015,  un rapport réalisé par l'inspection générale des affaires sociales (IGAS) et l'inspection générale des finances (IGF) pointe du doigt la diversité et le coût des niches sociales. Passant en revue 92 niches sociales, les deux organismes n'ont pas réussi à établir avec exactitude le coût pour 31 d'entre elles, signe de leur opacité et de la difficulté de l'administration de tenir une comptabilité exploitable. 
Parmi les 61 restantes où le rapport avance des chiffres précis, la palme du dispositif le plus coûteux revient à l'exonération spécifique aux régimes complémentaires de prévoyance et de retraite (2,7 milliards d'euros en 2014), presque le double du second au classement, la déduction forfaitaire spécifique (1,47 milliard) qui permet de réduire l'assiette des cotisations pour certaines professions pour cause de frais professionnels.
Les 25 dispositifs les plus coûteux représentent à eux seuls 93 % du montant total des niches qui ont pu être identifiés. Ils concernent principalement soit des mesures destinées à soutenir l'emploi (apprentissage, outre-mer, aides à domicile, saisonniers agricoles, etc.) soit à donner un coup de pouce apparent au pouvoir d'achat (titres restaurant, chèques-vacances, exonération de l'intéressement, etc.).